# Морено, Эктор
Э́ктор Альфре́до Море́но Эрре́ра (исп. Héctor Alfredo Moreno Herrera; род. 17 января 1988, Кульякан) — мексиканский футболист, защитник «Монтеррея». Выступал за сборную Мексики. Морено в составе сборной Мексики выиграл юношеский чемпионат мира до 17 лет в 2005 году в Перу.

## Клубная карьера
Эктор Морено присоединился к «Пумас» в 15-летнем возрасте и тренировался в системе этого клуба. После чемпионата мира среди юношей до 17 лет, он попал в главную команду «Пумас».
12 Декабря 2007 года было объявлено, что Морено переходит в нидерландский футбольный клуб АЗ. Он стал пятым мексиканским защитником после Рафаэля Маркеса, Карлоса Сальсидо, Франсиско Родригеса и Рикардо Осорио, выступающим в одной из ведущих футбольных лиг Европы.
21 июня 2011 года было объявлено, что Морено стал игроком испанского «Эспаньола», подписав с командой пятилетний контракт.
15 августа 2015 года Эктор перешёл в нидерландский ПСВ.
13 июня 2017 года пополнил состав итальянской «Ромы», сумма трансфера € 5,7 млн. Контракт рассчитан до 30 июня 2021 года.

## Карьера в сборной
В 2010 году тренер сборной Хавьер Агирре включил Морено в заявку на чемпионат мира.

## Достижения
АЗ
- Чемпион Нидерландов: 2008/09
- Суперкубок Нидерландов: 2009

ПСВ
- Чемпион Нидерландов: 2015/16

Мексика
- Чемпион мира: 2005